# Américo Silva (político)
Américo Silva, (Belém, 23 de novembro de 1915 — Belém, 25 de agosto de 1984) foi um comerciante e político brasileiro, outrora deputado federal pelo Pará.

## Dados biográficos
Filho de Antônio Silva e Celina Silva. Comerciante, foi um dos fundadores do PTB no Pará em 1945. Delegado do Instituto de Aposentadoria e Pensões dos Empregados em Transportes e Cargas (IAPETEC) em 1952, esteve à frente do cargo até 1954, quando obteve uma suplência de deputado estadual. No ano seguinte tornou-se presidente do diretório estadual do PTB, sendo eleito deputado estadual em 1958. Pediu licença do mandato parlamentar para assumir o cargo de secretário de Produção no segundo governo Moura Carvalho, posição mantida no governo Aurélio do Carmo. Eleito deputado federal em 1962, ascendeu ao diretório nacional do PTB nesse ano.
Teve o mandato cassado quando o Regime Militar de 1964 outorgou o Ato Institucional Número Um e por isso recolheu-se ao interior paraense onde dirigiu uma usina de beneficiamento de arroz que lhe pertencia. Voltou à cena pública em 1979 como chefe do escritório do governo paraense em Brasília por escolha do governador Alacid Nunes e em 1983 assumiu a superintendência da Companhia Brasileira de Alimentos (COBAL) no Pará, seu último cargo público.